# 窦姓
竇姓是中文姓氏之一，在《百家姓》中排名第39位。

## 起源
- 出自姒姓：為夏朝之後，以地名為氏。
- 出自古代氐族：該族有姓竇者，分佈在今陝西、甘肅、四川一帶。
- 出自少數民族被賜改竇氏：如北魏鮮卑族有姓沒鹿回氏、紇豆陵氏，在北魏末改為竇氏。

## 郡望
- 扶风竇氏
- 河南竇氏

## 延伸阅读
[在维基数据编辑]
 《百家姓》
 《欽定古今圖書集成·明倫彙編·氏族典·竇姓部》，出自陈梦雷《古今圖書集成》